# Вайнгартен (Баден)
Вайнгартен (нім. Weingarten) — громада в Німеччині, знаходиться в землі Баден-Вюртемберг. Підпорядковується адміністративному округу Карлсруе. Входить до складу району Карлсруе.
Площа — 29,40 км2. Населення становить 10 406 ос. (станом на 31 грудня 2020).